# Music and Me (canção)
"Music and Me" é um single de Michael Jackson lançado em 1973 na gravadora Motown. Foi o segundo single do cantor lançado no álbum Music & Me. Alcançou a 34º posição no Dutch Top 40, e a 49ª posição no Türkiye Top 20.[carece de fontes?]

## Desempenho nas paradas musicais
| Parada musical (1973)        | Melhor posição |
| ---------------------------- | -------------- |
| Países Baixos - Dutch Top 40 | 34             |
| Turquia - Billboard Türkiye  | 49             |

## Créditos
- A voz principal e a voz de fundo são feitas por Michael Jackson.
- Vozes de fundo adicionais são feitas por diversos cantores.
- A música é tocada por músicos de Los Angeles.
- Outras vozes de fundo são feitas por Marlon Jackson e Jackie Jackson.